# آنا هایت هانتینگتن
آنا هایت هانتینگتن (انگلیسی: Anna Hyatt Huntington؛ ۱۰ مارس ۱۸۷۶ – ۴ اکتبر ۱۹۷۳) یک مجسمه‌ساز اهل ایالات متحده آمریکا بود.

## نگارخانه

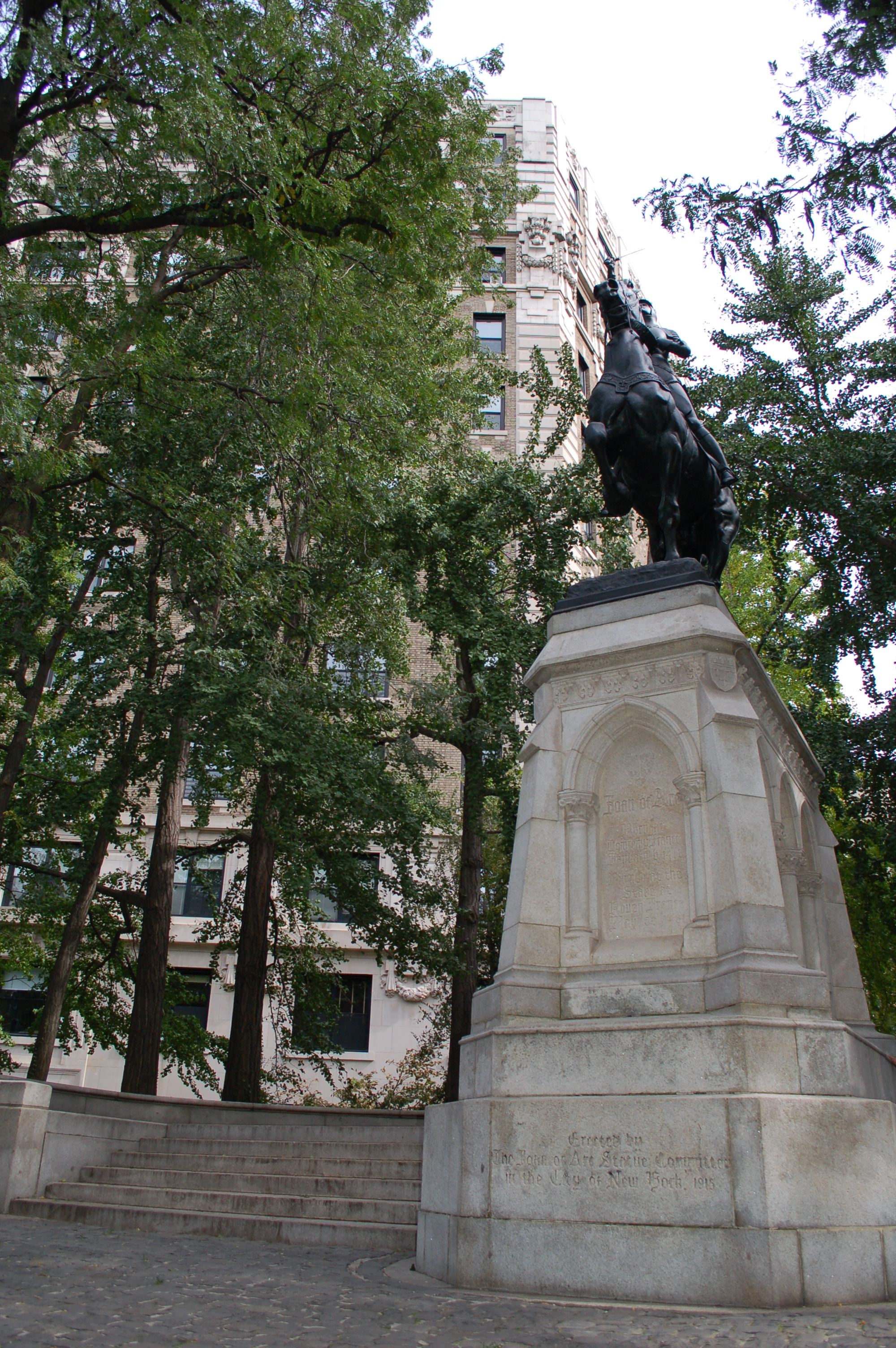
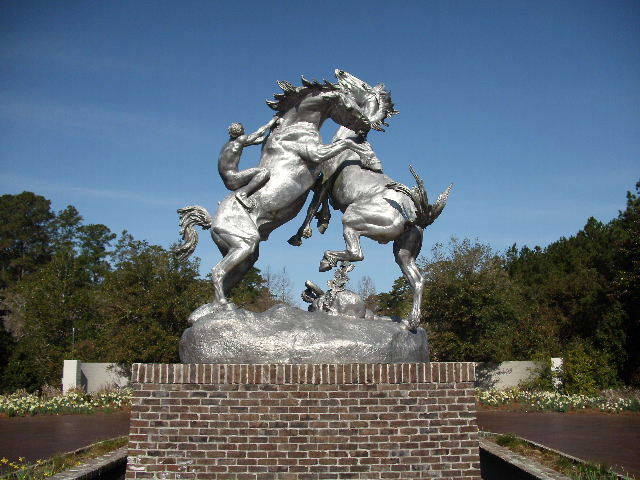
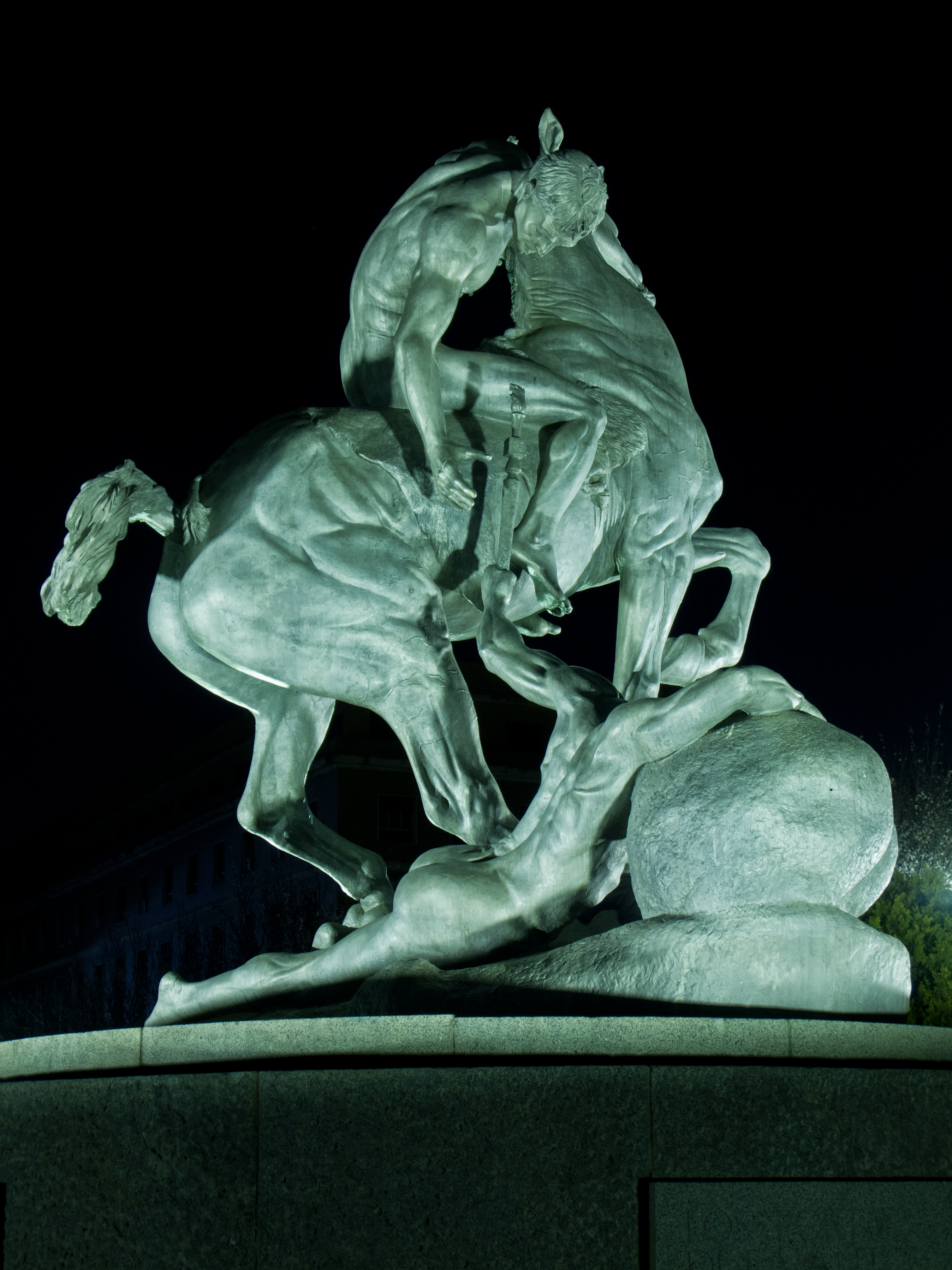
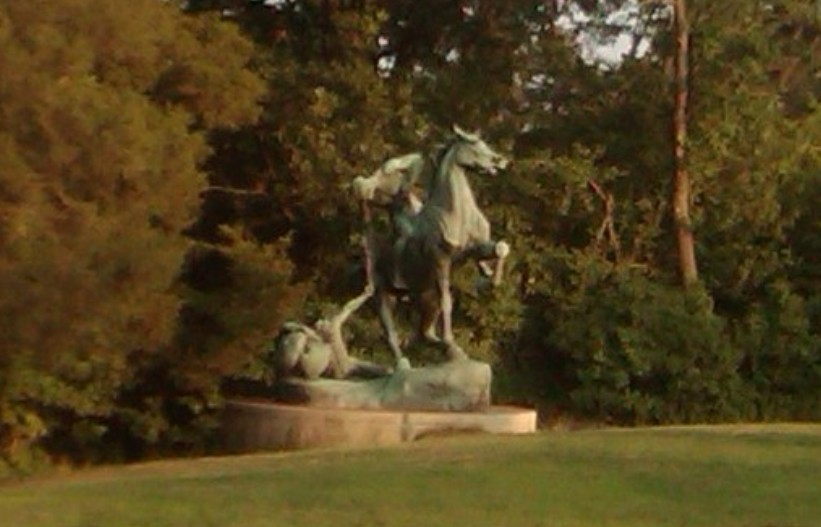
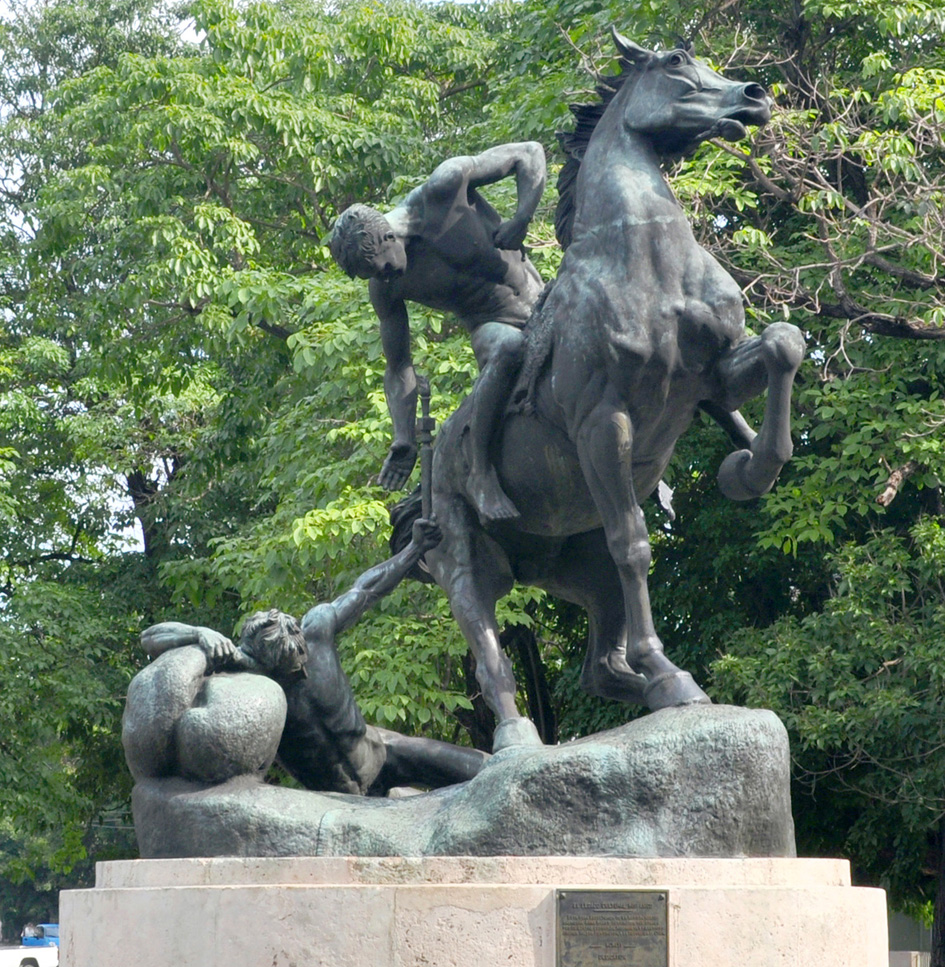
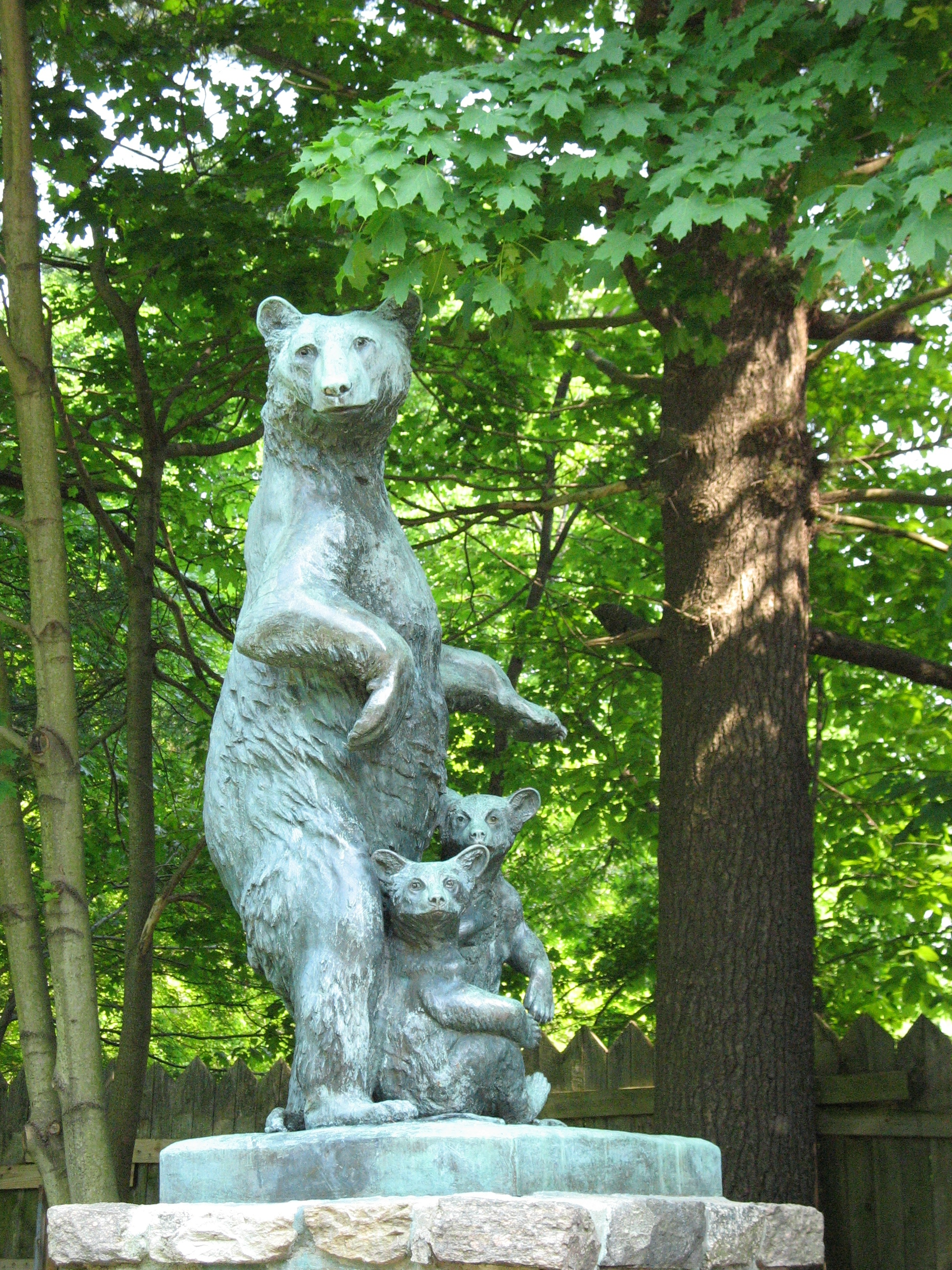
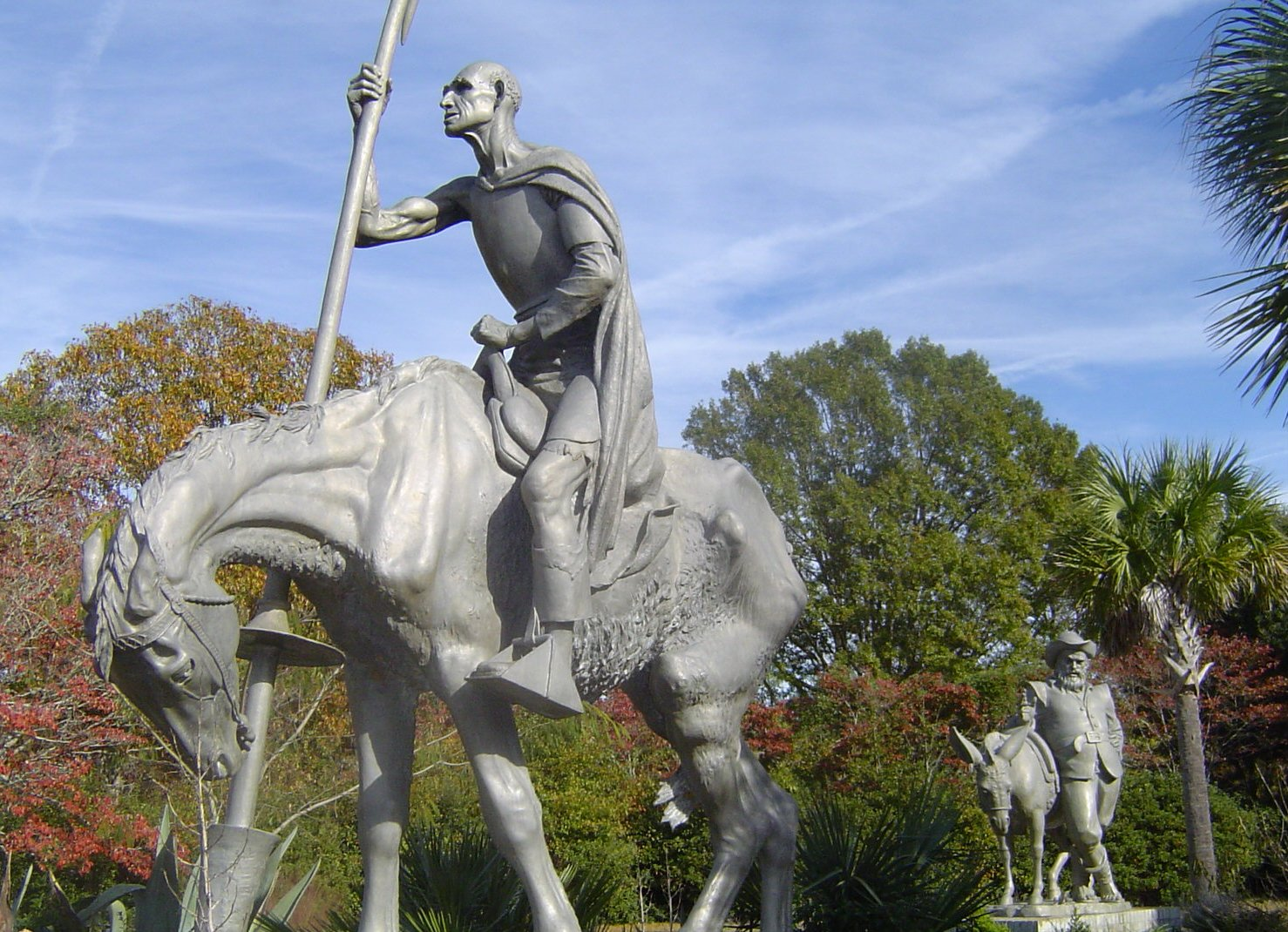
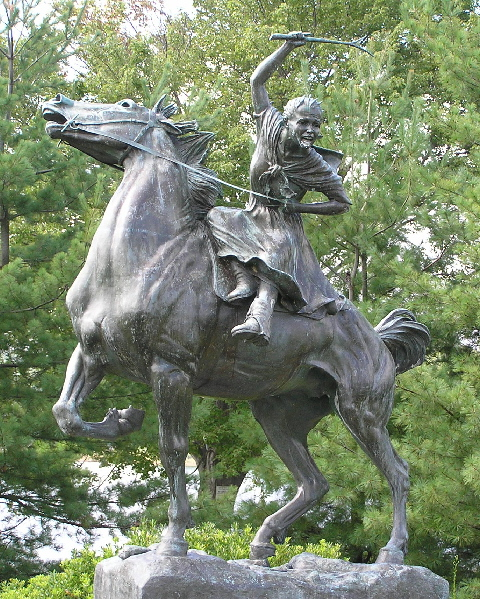
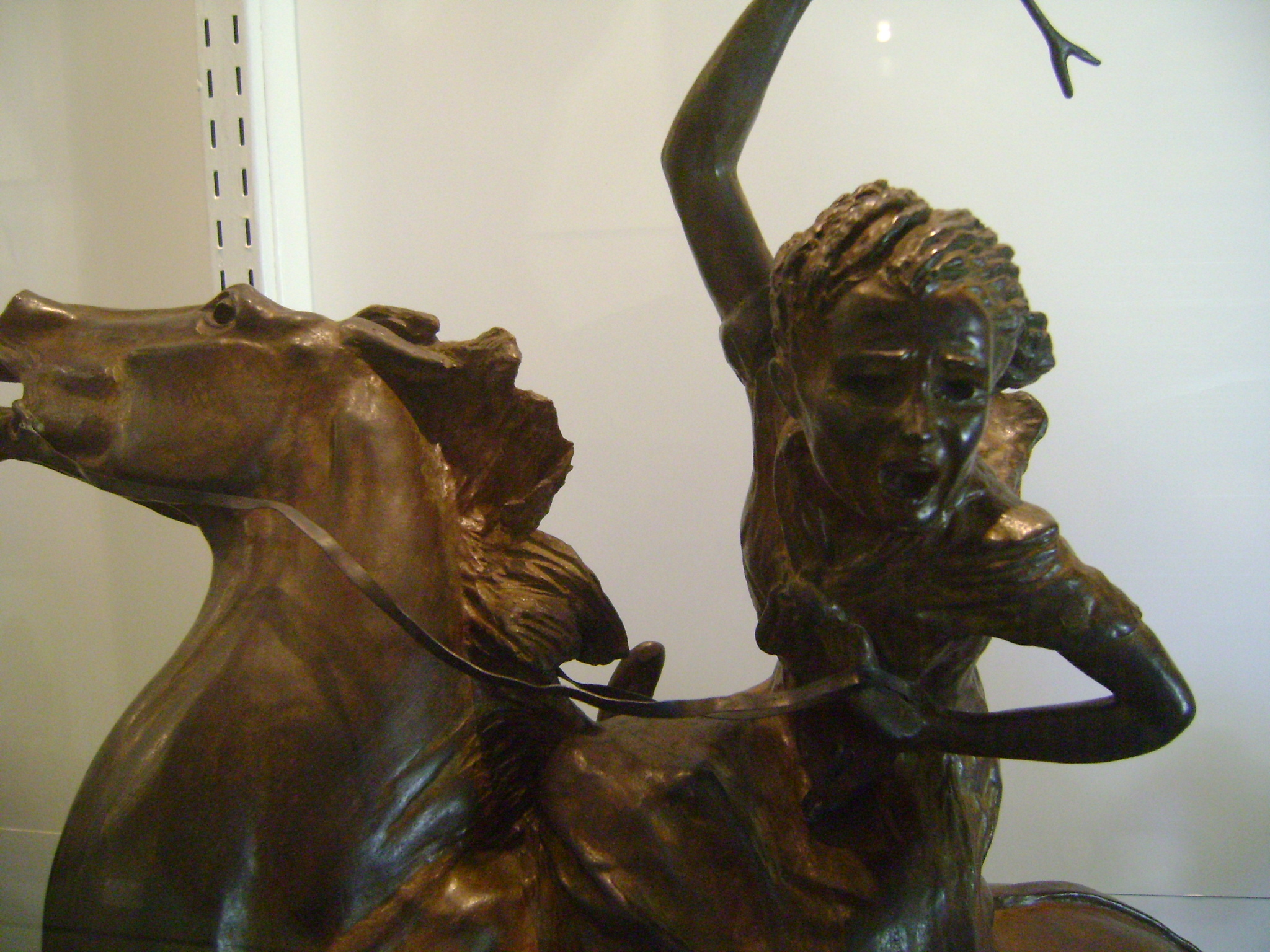
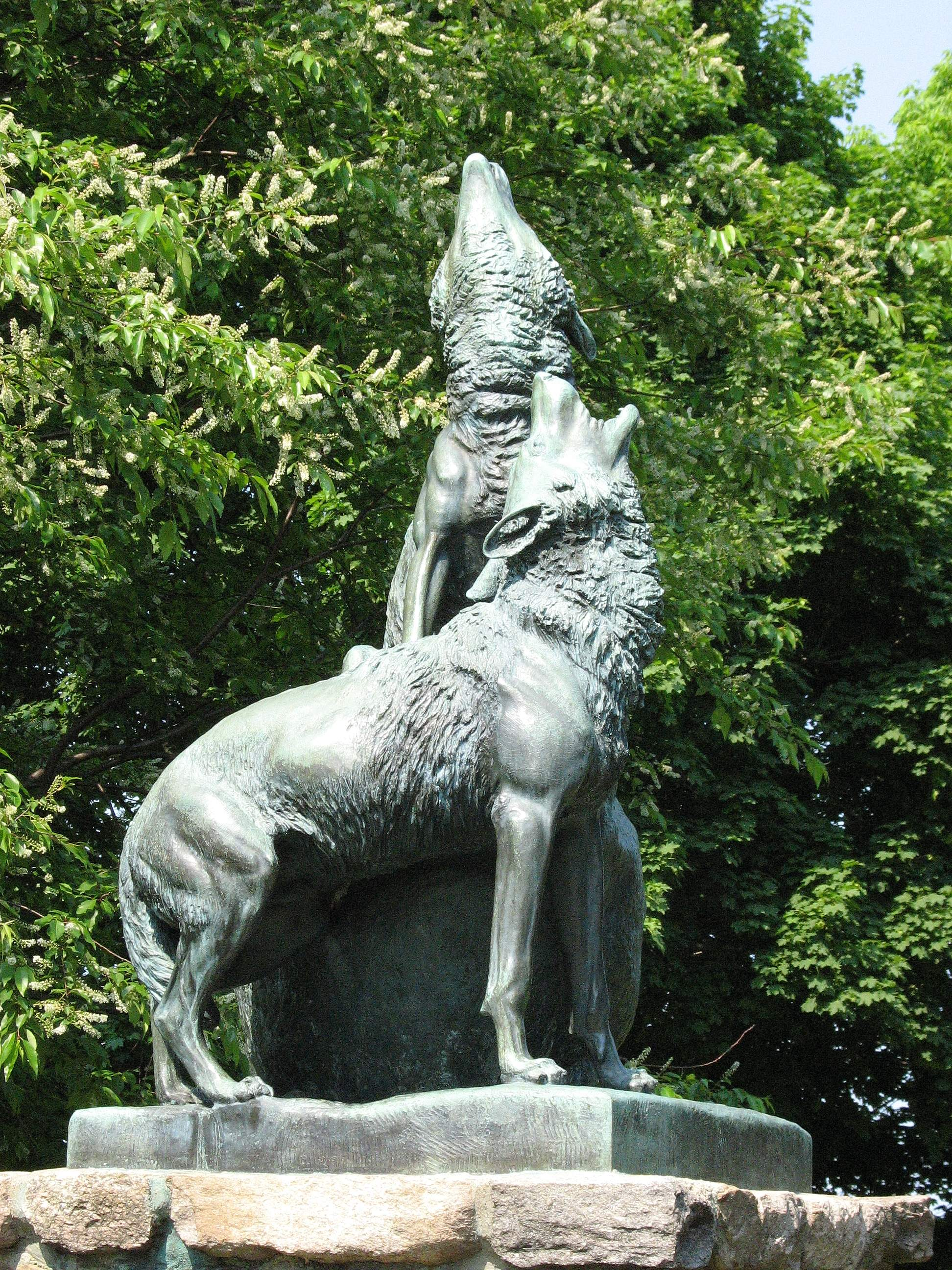
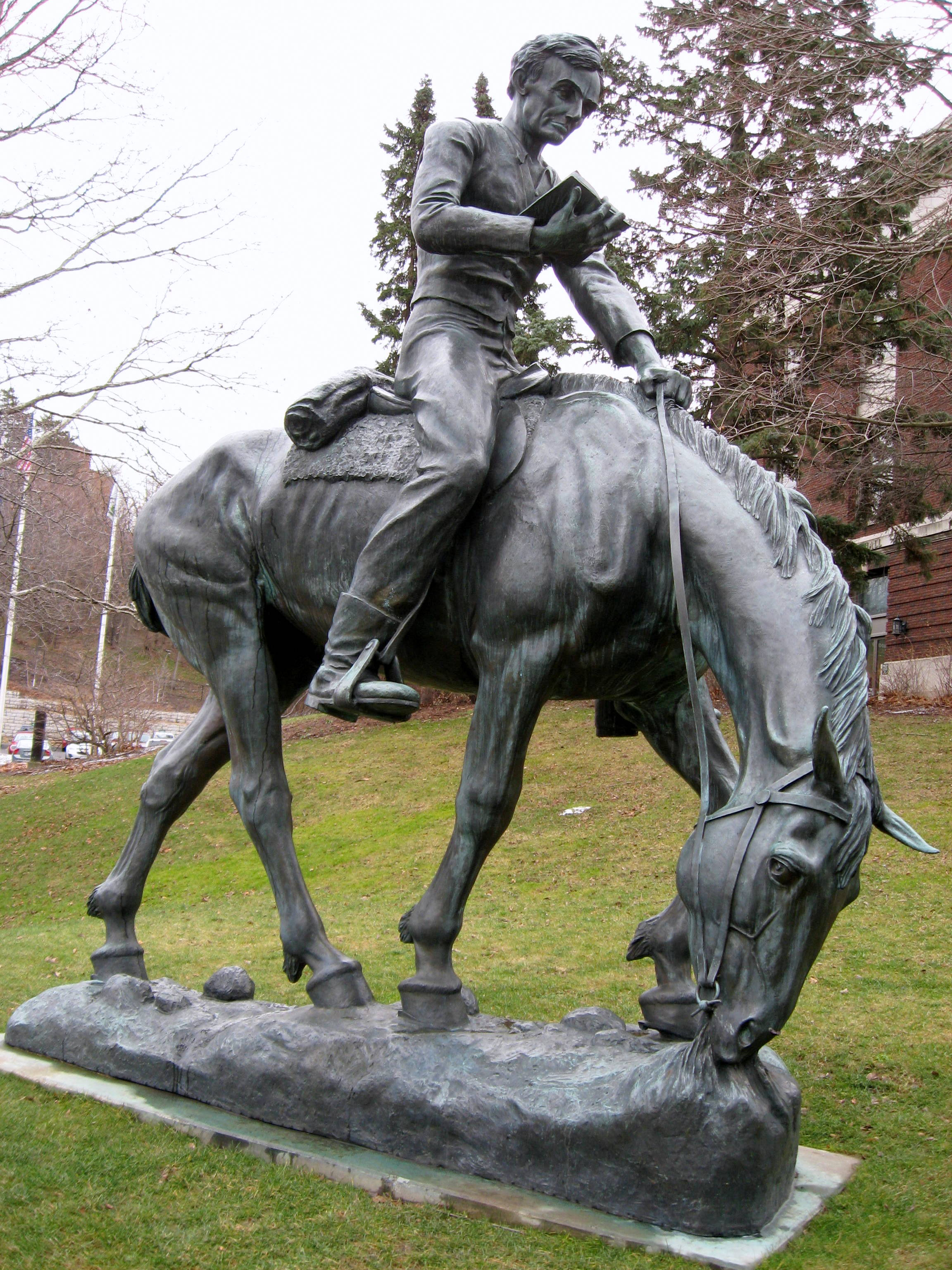
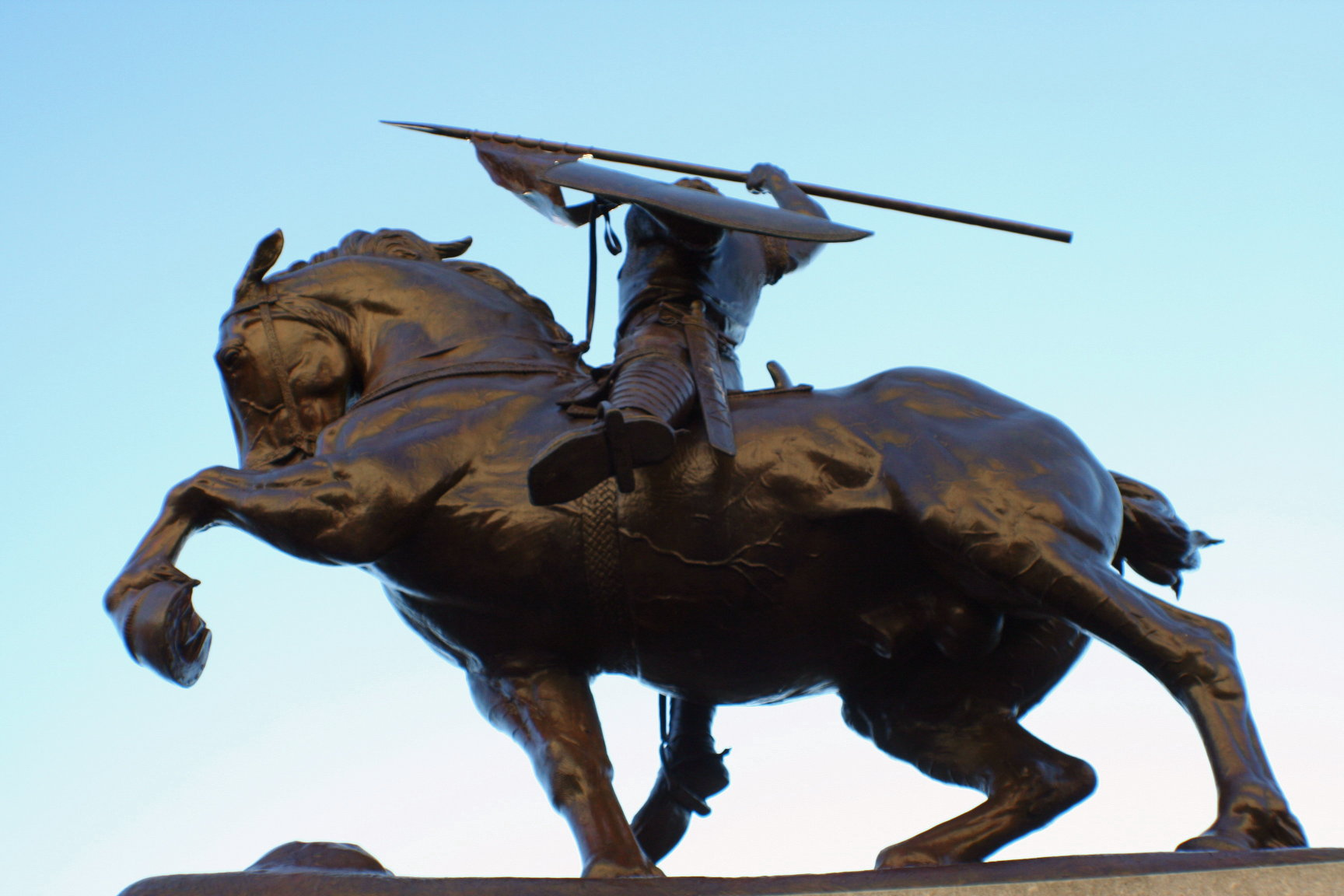
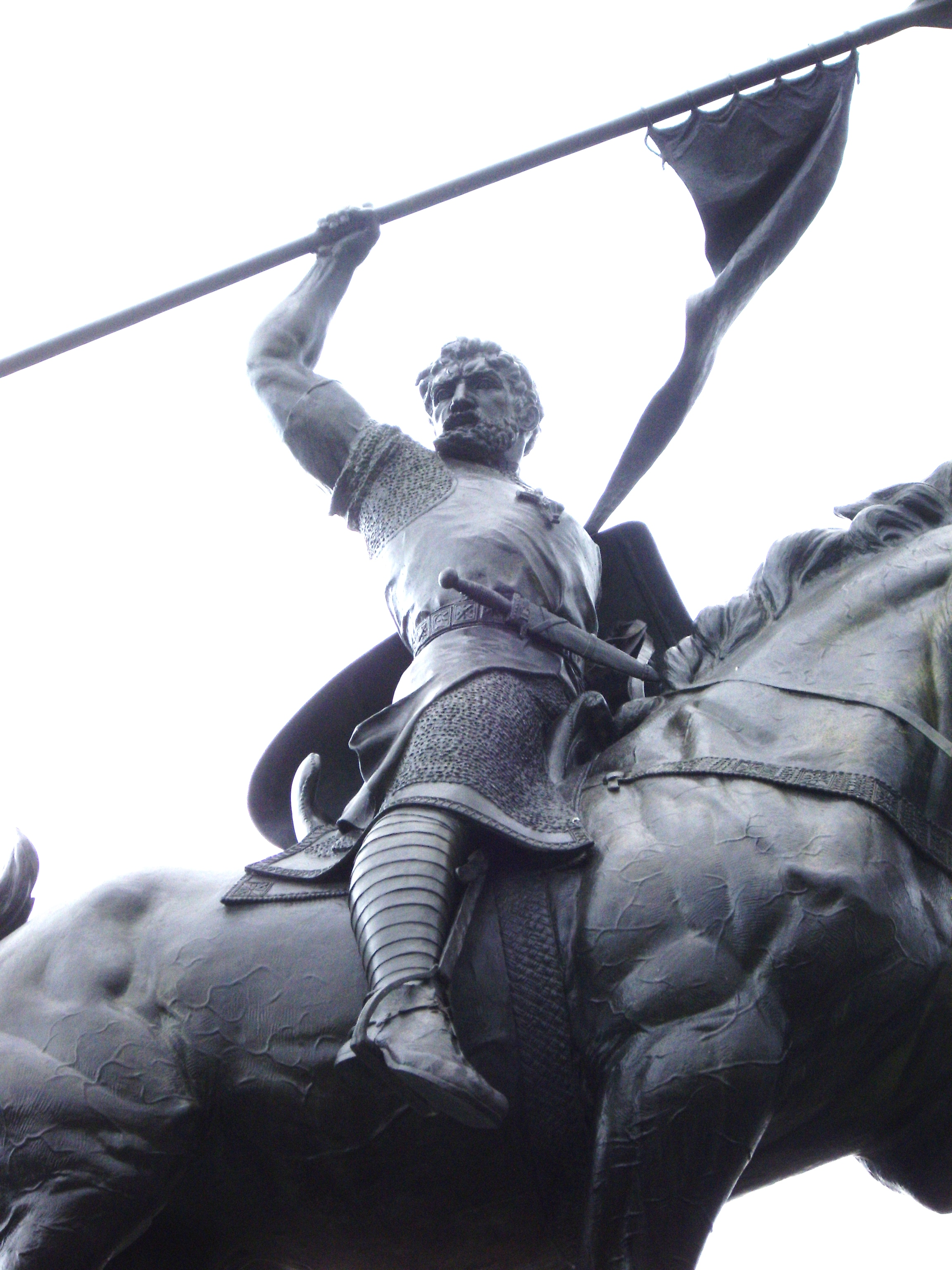
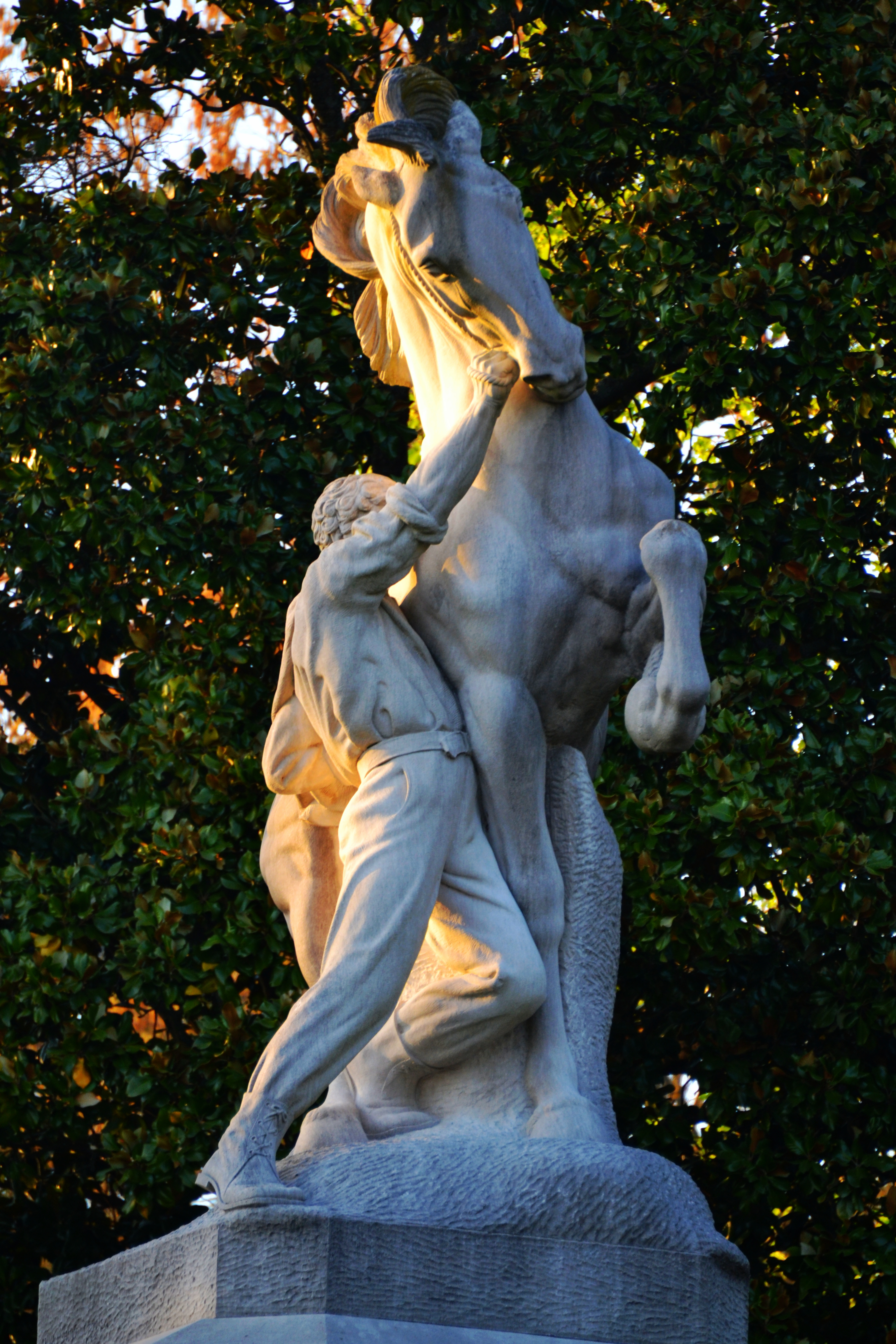